# Pənah Hüseynov
Pənah Çodar oğlu Hüseynov (ur. 28 października 1957 w Şəki) – azerski ekonomista, historyk, tymczasowy premier Azerbejdżanu 28 kwietnia do 7/30 czerwca 1993.
W 1979 ukończył historię na Bakijskim Uniwersytecie Państwowym, pracował następnie jako nauczyciel w szkole i naukowiec w muzeum. Od 1986 i ponownie od 1997 do 2000 pracował w Instytucie Filozofii i Prawa Azerbejdżańskiej Akademiaii Nauk.
Był jednym ze współzałożycieli Ludowego Frontu Azerbejdżanu. Gdy partia doszła do władzy w 1992, został mianowany sekretarzem stanu. W kwietniu 1993 został premierem. Jego krótka kadencja została naznaczona konfliktem z przywódcą rebelii Surətem Hüseynovem (niespokrewnionym). Za próbę zabrania mu dowództwa i zwalczenia jego wojsk Surət Hüseynov odpłacił się porwaniem ministra, dwóch wiceministrów i prokuratora generalnego. Na początku czerwca rząd i prezydent wycofali się z działań, a 7 czerwca zbuntowany dowódca zażądał dymisji całego gabinetu. 10 czerwca siły rebelianckie zajęły niebronione Baku, a 30 czerwca 1993 parlament wybrał Surəta Hüseynova na stanowisko premiera
W 2005 wybrano go do parlamentu, gdzie zasiada w komisjach zajmujących się sprawami obrony, bezpieczeństwa i kilku komisjach międzynarodowych; zasiadał w tym organie do 2010. Był szefem Partii Ludowej. Przed wyborami aresztowano go, oskarżając o zakłócenie porządku podczas demonstracji z października 2003, jednak wkrótce go wypuszczono.
Jest żonaty, ma trójkę dzieci. Zna język rosyjski i angielski.